# 카를리스 울마니스
카를리스 아우구스츠 빌헬름스 울마니스(라트비아어: Kārlis Augusts Vilhelms Ulmanis, 1877년 9월 4일~1942년 9월 20일)는 라트비아의 정치인이다. 제4대 라트비아의 대통령과 4차례에 걸쳐 제1대 라트비아의 총리를 역임했다.

## 일생
울마니스는 취리히 연방 공과대학교와 라이프치히 대학교에서 농업을 공부했다. 라트비아 귀국 후에는 시인, 강사, 그리고 농장주로서 일하였다. 그는 1905년 혁명 당시 정계에서 활동하였으나, 프스코프로 유배되어 그곳에서 옥살이를 했다. 이후 라트비아에서 도망쳐 러시아 당국에 의한 지명 수배 납치를 외면할 수 있었다. 망명 기간 동안 미국 네브래스카 대학교 링컨에서 공부하였다. 같은 학교에서 강사로서 일하다가 텍사스주의 휴스턴으로 이주하여 낙농 사업을 시작했다.
울마니스는 1913년 러시아 황제가 사면하였다는 소식을 듣고 라트비아로 귀국하였으나, 제1차 세계 대전 시기에 독일 군대가 라트비아를 점령하면서 다시 위험에 처하게 되었다.

## 라트비아의 민주주의를 위하여
전쟁 중 그는 라트비아 인민위원회 설립의 한 축을 담당하였다. 인민 위원회에서는 1918년 11월 18일 러시아 제국으로부터 독립을 선언하였다. 1920년 의회에서 라트비아가 의회 민주주의 국가임을 선포하였다. 이로써 라트비아는 700여년 만에 독립할 수 있었고, 그는 라트비아의 국무 총리가 되었다. 또한 그는 1918년부터 1940년까지 라트비아가 독립 국가였던 기간 동안 총리로서 일하였고, 당대 라트비아의 양대 정당 중 하나인 라트비아 농민연합을 설립하였다.

## 독재 정치
1934년 5월 15일 볼데마르스 오졸스 장군이 이끄는 극우파에 의한 쿠데타에서 나라를 보호하기 위하여 울마니스는 총리 권한으로 의회를 해산시키고 독재 정권을 설립하였다. 울마니스에 반대하였던 육군 사무관과 국방군 인사들은 한직으로 배치되었다. 쿠데타에 저항한 군부 인사와 일부 선출직 관리들은 불법적으로 구금되었다.
자신이 속했던 라트비아 농민연합을 비롯한 모든 정당이 불법화되었고, 라트비아의 헌법과 국민의 자유도 제한되었다. 정당 및 정치 조직에서 설립한 신문도 강제 폐간되었다. 약 2000명 정도의 사회 민주주의자 및 해산된 의회의 사회 민주주의 성향 의원 및 각종 극우 단체 조직원들이 구금당했다. 최종적으로는 사회 민주주의자 369명, 페르콩크루스츠(Pērkonkrusts; 라트비아의 극우 단체) 조직원 95명, 발트 독일인 중 나치주의자, 기타 반대파 정치인들이 리에파야의 카로스타 지구에 있는 수용소에 수감되었다.
수감된 사람 중 브루노 칼닌슈(Brūno Kalniņš)는 법원에서 불법 무기 소지 혐의에 대해 무죄 판결을 받았고, 다른 수감된 사람들도 차후 석방되었다. 구스타우스 첼민슈(Gustavs Celmiņš) 등 국가 반역죄로 수감된 사람들은 재판 기간 동안 구금되었으며, 첼민슈의 경우에는 3년간 구금되었다.
당시 대통령이었던 알베르츠 크비에시스(Alberts Kviesis)는 1936년까지 주어진 임기를 모두 마쳤으며, 퇴임 이후 울마니스에 의하여 위헌적이라는 평가를 받으면서 대통령과 총리직이 하나로 합쳐졌다. 국회가 해산되었기 때문에 각종 법률들은 내각에 의해서 통과되었다.
울마니스 집권 동안 라트비아는 경제적으로 성장하였고, 특히 농부들에게 인기가 있었다. 교육에 많은 투자가 진행되어 라트비아의 문해율이 올라갔다. 경제 성장 기간에는 영국과 독일과의 교역량이 증가하였고, 소련과의 교역량은 감소하였다. 제조업과 농업을 비롯한 각종 경제 분야는 사소한 것까지 관리되었다. 집권 동안 많은 사업체가 국유화되었다.
울마니스는 라트비아 민족주의자로, "라트비아인을 위한 라트비아"라는 슬로건을 내세웠다. 울마니스는 집권하기 이전에도 소수 민족의 경제권을 박탈하여 라트비아인에게 경제권을 주는 정책을 취하고 있었다. 일부 예상에 의하면 1939년 라트비아의 은행과 신용 협동 조합 중 90%가 라트비아인의 소유에 있었으며, 이는 1933년의 20%에 비하면 크게 증가하였다. 당시 농림부 장관은 1936년 1월 26일 벤츠필스에서 다음과 같이 연설하였다: "라트비아인들은 이 국가의 유일한 주인이며, 라트비아인들은 법과 정의를 만들어 나갈 것이다."
경제권 장악의 결과로 독일인, 유대인, 러시아인, 리투아니아인들의 경제권은 약해졌다. 이 과정에서 소수자들을 향한 폭력이나 불법 행위를 허용하지 않았으며, 극우 및 극좌파, 나치 및 공산주의자 모두에게 극형을 내렸다. 1920년부터 1938년까지 소련 및 나치 독일을 탈출한 유대인들이 라트비아에 정착하였다.

## 뒷날과 죽음
라트비아는 1930년대 말 소련의 일원이 되었다. 1940년 6월 라트비아는 소련에 완전히 합병당하였고, 한 달 후 그는 사퇴하였다. 그러나 1년 후 다시 투옥되었고, 1942년 숨을 거두고 말았다. 사망 당시 부인이나 자녀는 없었다.
1939년 히틀러의 독일과 스탈린의 소련은 몰로토프-리벤트로프 조약을 맺었고 조약의 비밀 협정에 의하여 동유럽이 국가별로 분할되었다. 이 협정에서 라트비아는 소련의 영향권 하에 편입되었다. 1939년 소련의 최고장에 의하여 울마니스는 소련군이 라트비아 내 주둔하는 것을 허용하였고 1940년 6월 소련에 완전히 점령되었다. 울마니스는 라트비아에 주둔 중인 소련군에 저항하지 말 것을 지시하였다. 라디오 연설에서 그는 "나는 나의 자리를 지킬 것이므로 국민들은 생업에 종사하기 바란다"고 언급하였다.
1940년 7월 21일 울마니스는 해임당했고 소련 정부에 스위스 망명 및 연금을 요청하였다. 그 대신 소련의 스타브로폴로 추방당하여 1년 간 거주하였다. 1941년 7월 투옥되었다. 독일군이 스타브로폴로 접근한 이듬해에는 감옥에 있었던 다른 수용자들과 함께 현재 투르크메니스탄에 있는 크라스노보츠크로 추방당했다. 크라스노보츠크에서 이질에 걸려서 1942년 9월 20일 사망하였다. 그는 평소에 라트비아와 결혼하였다고 이야기했기 때문에 슬하에 자식이 없었다.

## 평가
현재 라트비아에서 울마니스는 다양하게 평가된다. 전쟁 이후 라트비아 SSR을 지배한 소련 정권에서는 그를 나치와 다를 바가 없는 반동분자로 평가하였고, 라트비아 노동자에 대한 유혈 압박과 개인적 부패가 있다고 하였다. 울마니스는 실제로 야당을 불법화하였고 당 대표를 구속하였다.
전후 피난에 오른 라트비아인 사이에서는 울마니스가 집권한 6년간의 독재 정권을 황금기로 평가하였다. 울마니스 시기에 확립된 관습인 "Draudzīgais aicinājums" (졸업 이후 모교에 기부하는 것) 등은 독립 이후에도 유지되었다.
현재의 라트비아에서는 유명하면서도 논쟁거리가 많은 인물로 평가된다. 대부분 라트비아인은 제2차 세계 대전 이전 라트비아의 독립을 상징하는 인물로 바라보며, 건국 시기에 총리로 활약하였던 시기를 긍정적으로 본다. 독재 정권 시기에 대한 의견은 분분하다. 1930년대 라트비아의 경제 부흥이 울마니스의 성과였으며 당시의 다른 독재자와 비교하였을 때 군사 통치 및 반대파 숙청 정도가 심하지 않았다고 강조한다. 다른 시각에서는 경제 발전이 있었다고 하더라도 울마니스 정권 하에서 의회를 해산하고 독재로 흘러간 것을 긍정적으로 보지 않는다.
라트비아에서 그의 인기는 1993년 라트비아 대통령으로 그의 형제의 손자인 군티스 울마니스 대통령이 당선된 것으로 미루어 볼 수 있다. 리가 시내의 주요 도로 중 하나에는 그의 이름이 붙어 있다. (카를리스 울마니스 대로 (Kārļa Ulmaņa gatve), 과거에는 에른스트 텔만 대로로 불렸음) 독립 이후에는 도심 공원에 울마니스의 동상이 건립되었다.
2007년 라트비아 영화 리가의 수호자(Rigas Sargi)는 울마니스를 긍정적으로 표사하였다. 영화의 시대적 배경은 1919년 라트비아 대 러시아-독일 연합군 전투를 다룬다.

## 같이 보기
- 라트비아 독립 전쟁